# Ситуационная комедия
Коме́дия положе́ний, также ситуацио́нная коме́дия, ситуати́вная коме́дия или ситко́м (англ. situation comedy, sitcom) — это жанр комедийных радио- и телепрограмм, которым характерна сохранность постоянных основных персонажей и места действия. Ситком зародился на радио в США в 1920-х годах; к 1970-м стал исключительно телевизионным жанром. В настоящее время ситкомы широко распространены в телесериалах.
Для телевизионных ситкомов характерен определённый временной формат: как правило, 20-30 минут, включая титры и рекламу (если она есть).
Первые ситкомы снимались в студии перед зрителями, поэтому для них характерен закадровый смех.

## История жанра
Ситуационные комедии возникли в 1920-х годах на американском радио.
Согласно двенадцатому изданию Merriam-Webster Collegiate Dictionary, термин «ситком» появился в 1951 году, когда на экраны вышла комедия «Я люблю Люси».
Уже в первые годы своего существования ситуационные комедии стали частью культуры. В конце 1946 года канал BBC в Великобритании начал показ сериала «Прогресс Пинрайта». Пятнадцатиминутное шоу «Мэри Кей и Джонни» стартовало на DuMont Television Network в ноябре 1947 года и стало первым американским ситкомом.
С 1983 года ситкомы в Америке столкнулись с конкуренцией со стороны «мыльных опер». Шоу «Кейт и Элли» стало единственным ситкомом, попавшим в хит-парад самых популярных телепроектов того года.
В следующем году вышел четвёртый сезон «Шоу Косби», но расцвет ситкомов уже прошёл: на смену им пришли реалити-шоу.
Постепенно этот жанр приобрёл популярность и во многих других странах мира.

## Характерные особенности
В ситкомах серии обычно слабо связаны между собой. Персонажи практически не меняются на протяжении всего сериала. Большинство ситкомов придерживаются этого формата.
Иногда в ситкомах встречаются двойные серии. В них могут неожиданно появляться и также неожиданно исчезать школьные друзья или любимые родственники, как, например, в ситкоме «Семейка Брейди».
Также в ситкомах часто встречаются киноляпы.
В ситкомах нередко пародируются или используются элементы мыльной оперы. Например, в «Друзьях» встречаются такие элементы мыльной оперы, как продолжение сюжетных линий на длительное время.
Подобные элементы мыльной оперы можно встретить во многих ситкомах. Например, в «Папиных дочках» или в «Деревенщине в Беверли-Хиллз (англ. The Beverly Hillbillies)».
Многие ситкомы имеют ярко выраженную социальную направленность. Примерами могут служить ситкомы Нормана Лира, такие как «Все в семье» и «Maude», которые транслировались в США.
В Великобритании режиссёром подобных ситкомов является Джонни Спейт с его «Till Death Us Do Part» («Пока смерть не разлучит нас»), на котором базировался сериал «All in the Family». Также в числе режиссёров Рэй Гэлтон и Алан Симпсон, чья комедия «Steptoe and Son» до сих пор считается классикой социального ситкома.
Общественный аспект семейных ситкомов заключается в том, что рано или поздно в семье должен появиться ребёнок. Исключение составляют ситкомы с Бобом Ньюхартом.
Новый ребёнок изменяет ситком, но в большинстве случаев действие переносится на несколько лет вперёд. Так произошло с Эндрю Китоном в «Семейных узах» и Крисси Сивер в «Growing Pains». Временного скачка нет с персонажами Эрин Мёрфи в роли Табаты Стивенс («Моя жена меня приворожила») и с сёстрами Олсен, играющими Мишель Таннер («Полный дом»).
Многие семейные и офисные ситкомы снимались с использованием технологии многокамерной съёмки, то есть съёмки сцен несколькими камерами с последующим монтажом.
Однако с 60-х годов некоторые ситуационные комедии стали снимать с использованием одной камеры. Это позволило уделять больше внимания визуальным эффектам сериалов.
Так, ситком-пародия «Напряги извилины» был снят с использованием этой технологии. Время, которое раньше тратилось на монтаж, теперь использовалось для проработки сюжетных линий и улучшения качества графики.
В сериале «МЭШ» также использовалась технология съёмки одной камерой, что позволило сделать шоу более реалистичным.
В 80-х годах при съёмках ситкомов снова стали использовать многокамерную съёмку, но тенденция снимать одной камерой также возвращается.
Характерной особенностью ситкомов является закадровый смех. Однако в таких произведениях, как «Клиника», «Меня зовут Эрл», «В Филадельфии всегда солнечно» и «Офис», закадровый смех не используется. В ситкоме «Замедленное развитие» закадровый смех применяется лишь частично.
В старых ситкомах, например, в «Я люблю Люси», использовались готовые записи смеха. В наше время чаще всего устраивают просмотр сериала и записывают живой зрительский смех.

### Контрасты
Некоторые ситкомы базируются на контрастах. В драматических сериалах и «мыльных операх» под этим термином подразумевается то, что главному герою противостоит злодей. В ситкоме это понятие расширено и не имеет чётких границ. Контраст в ситкоме — не столько общее направление, «хороший-плохой», сколько подчёркивание особенностей. Примерами могут служить «Я женат на Джоане», «Я люблю Люси», «Дарма и Грег». В этих сериалах прямой, приземлённый, рациональный мужчина женится на ветреной, смешной, эмоциональной женщине. Это и создаёт абсурдные ситуации.

### Юношеское понимание
Часть существующих ситкомов рассказывает историю с точки понимания главного героя-подростка (то есть использует ненадёжного рассказчика). Этот вариант используют такие ситкомы, как «Gidget», «Leave It To Beaver», «Лиззи Магуайер», и частично «Семейка Брэди». В этих шоу главными героями являются подростки или дети со своим видением мира, раздражённым и ласковым одновременно. На мир они смотрят чистыми, наивными глазами и порой не понимают смысла некоторых событий. Часто они делают ситуацию ещё хуже, и тогда их родителям или кому-нибудь ещё, мудрому и любящему, нужно расхлёбывать ситуацию. А юный герой становится немного мудрее и взрослее.

### Пародия
Такие ситкомы, как «Бэтмен» и «Напряги извилины», строятся на пародировании более серьёзных жанров и иногда некоторых социальных факторов. Звезда «Бэтмена» Адам Уэст так шутил над американским обществом, что был вынесен вопрос об ограничении показа его комедии. Сериал был снят с трюками и драками в стиле комиксов, с соответствующим звуковым сопровождением и динамично развивающимся действием. Таким же образом ситком «Напряги извилины» (Дон Адамс, Барбара Фелдон, Эдвард Платт) пародировал приключения секретных агентов, таких как Джеймс Бонд, которые были популярны в середине 60-х годов.

### Политический ситком
Колоссом среди всех ситкомов стоит английский политический ситком «Да, господин министр» и его продолжение «Да, господин премьер-министр». Он реализован в классическом английском жанре политической сатиры и живо описывает функционирование вымышленного министерства. Несмотря на остроту, сериал получил признание политических сторон Соединённого Королевства. Кроме того, поклонницей сериала была Маргарет Тэтчер.

## США
Большинство североамериканских ситкомов, как правило, получасовые: в общей сложности состоят из 22 минут на само шоу, а 8 минут отдаются под рекламу.
Ситкомы в США, как правило, насчитывают в сезоне от 13 до 24 эпизодов.
Сценарии к ситкомам в США пишутся большими группами сценаристов, продюсеры также часто приглашают известных сценаристов к написанию отдельных эпизодов.
История американских ситкомов началась в 1947 году и продолжается по настоящее время. Часто снимаются шоу, направленные на определённую аудиторию: на детей или подростков. С начала 1950-х годов, и получивший известность в 1970-х, появляется жанр «чёрная комедия»: ситком с участием преимущественно афро-американских актёров.

### Ситкомы 1940—1950-х годов
В конце 1940-х комедии были одним из первых форматов шоу для телевидения. Большая часть их выходила еженедельно в получасовом формате. Многие из ранних комедий были адаптациями существующих радиошоу, к примеру «Программа Джека Бенни» или хитовое шоу «Джорджа Бернса и Грейси Аллен», перешедшее от радио к телевидению и шоу кинодуэта «Эбботта и Костелло». Ранние комедии транслировались в прямом эфире и не были сняты на плёнку.
«Мэри Кей и Джонни» и позже «Голдберги» были сняты без живой аудитории или закадрового смеха. В начале пятидесятых производство ситкомов стало более активным: их начали снимать на плёнку. Они добились большего успеха, чем их предшественники. В тот же период была организована премия «Эмми», которая награждала как сами шоу, так и актёров и производителей. Первой комедийной актрисой, получившей премию за роль в ситкоме, стала Бетти Уайт в 1952 году.
«Я люблю Люси» стал революционным ситкомом в плане многокамерной съёмки. Каждая сцена в шоу снималась одновременно тремя камерами, и в итоге режиссёр отбирал наиболее выгодные кадры. Звезда шоу Люсиль Болл впоследствии стала телевизионной иконой.

### 1960-е
«Шоу Энди Гриффита», впервые показанное по телевидению на CBS между 1960 и 1968 годами, неизменно входило в десятку лучших во время своего запуска. Шоу является одним из трёх шоу (вместе с «Я люблю Люси» и «Сайнфелд»), где его финальный сезон стал первым номером на телевидении. В 1998 году более 5 миллионов человек ежедневно смотрели повторы шоу.
«Дик Ван Дайк Шоу», первоначально показанное на CBS с 1961 по 1966 год, получило 15 премий «Эмми». В 1997 году эпизоды «Большой рот от побережья до побережья» и «Это может выглядеть как грецкий орех» заняли 8 и 15 места соответственно в 100 величайших эпизодах телепрограммы всех времен. В 2002 году он был поставлен на 13 место из 50 величайших телевизионных шоу всех времен TV Guide, а в 2013 году он был на 20 месте среди 60 лучших сериалов.

### 1970-е
«Шоу Мэри Тайлер Мур» вышло в 1970 году, получив 29 премий Эмми. Студия MTM Enterprises, созданная для её производства выпускала десятки ситкомов с 1970-х по 1990-е годы.
Сериал «Все в семье», премьера которого состоялась в январе 1971 года, в Соединённых Штатах считается одним из величайших телесериалов всех времён. После того как первый сезон был довольно тусклым, шоу стало самым популярным шоу в Соединённых Штатах во время летних повторов и впоследствии заняло первое место в ежегодных рейтингах Нильсена с 1971 по 1976 год.
Сериал «M*A*S*H», показанный в США с 1972 по 1983 год, был удостоен премии Пибоди в 1976 году и занял 25-е место среди 50 величайших телешоу всех времён по версии TV Guide в 2002 году.
Сэнфорд и сын, которые показывались с 1972 по 1977 год, были включены в список «100 лучших сериалов всех времен» по версии журнала Time в 2007 году.
В 1974 году на телеканале ABC вышел сериал «Счастливые дни». Сериал был создан Гарри Маршаллом и представлял собой идеализированный взгляд на жизнь Америки с середины 1950-х до середины 1960-х годов. Позже в 1976 году вышел спин-офф «Лаверна и Ширли».

### 1980-е
В 1980-х популярный комик Бил Косби, снялся в ситкоме «Шоу Косби», который стал первым среди успешных ситкомов, действия в которых строятся вокруг одного сценического образа. Комедийная актриса Розанна Барр продолжила эту тенденцию в конце 80-х со своим одноимённым ситкомом, как делал и Гарри Шендлинг (Шоу Гарри Шенлдинга и Ларри Сандерса).
В 1982 году вышел один из самых успешных ситкомов в истории — «Весёлая компания», который в будущем породил самый успешный спин-офф на телевидении «Фрейзер».
В 1986 году на телевидении появился сериал «Альф», рассказывающий историю инопланетянина Гордона Шамуэйя, который на своем корабле падает на дом классической американской семьи и пытается ужиться с ними, не попасться на глаза другим людям и не съесть питомца семьи — кота (он предпочитает их в кулинарном плане). Ситком наполнен идеями равенства, доброты, честности и любви, которая представлена сценами с Альфом, который не являясь человеком, не всегда понимает действия героев.
В конце десятилетия в 1989 году телеканалом NBC был выпущен главный ситком на американском телевидении «Сайнфелд». Сериал заложил канон ситкомов о друзьях, которые несмотря на все события остаются друзьями до конца. В 2002 году журнал «TV Guide» поместил сериал «Сайнфелд» на первую строчку в своём списке 50 лучших телешоу всех времён. В 2008 году журнал «Entertainment Weekly» поместил сериал «Сайнфелд» на третье место в списке 100 лучших телешоу за последние 25 лет, после «Клан Сопрано» и «Симпсоны».

### 1990-е
В 1990 году на экраны вышел сериал «Принц из Беверли-Хиллз», который прославил Уилла Смита. Шоу рассказывает о жизни подростка, который приезжает к своей тёте в Лос-Анджелес.
После успеха сериала «Весёлая компания» в 1993 году вышел его спин-офф «Фрейзер». Сериал стал одним из самых успешных шоу в истории телевидения, а также одним из самых оцененных ситкомов всех времен. Шоу выиграло 37 премий «Эмми» и было номинировано на награду более ста раз. Сериал установил рекорд по количеству наград «Эмми» среди комедий и по количеству ежегодных побед в категории Лучшая комедия (шоу получало награду пять лет подряд — с 1994 по 1998 год).
В 1994 году вышел сериал «Друзья», неоднократно номинированный на «Золотой глобус» и «Эмми». Он является одним из самых популярных ситкомов того времени, став своеобразным символом эпохи. Главные герои — шестеро друзей: Рейчел, Моника, Фиби, Джоуи, Чендлер и Росс. Три девушки и три парня, которые дружат, живут по соседству, вместе убивают время и противостоят жестокой реальности, делятся своими секретами и иногда очень сильно влюбляются.
В 1996 году вышел ситком «Третья планета от Солнца», который рассказывает об инопланетянах, которые прибыли на Землю для изучения людей и приняли их облик.

### 2000-е
Новое тысячелетие началось с нового проекта Ларри Дэвида (автор «Сайнфелд») «Умерь свой энтузиазм», который рассказывает о жизни Ларри. Особенность сериала в том, что при съемке сцен актеры знали лишь их описание, а разыгрывали они их, полностью импровизируя.
В 2001 году вышел один из самых популярных ситкомов 10-х годов «Клиника», в котором успешно смешаны комедия и драма. Ситком рассказывает о буднях интернов, а в будущем и врачей Джея Ди (Зак Брафф), Тёрка (Дональд Фэйсон), Эллиот (Сара Чок) и их коллег. Помимо рабочих ситуаций в сериале рассказывается их домашняя жизнь, истории любви, расставаний, семейства и переживаний о рабочих потерях.
В 2005 году появился новых ситком о друзьях — «Как я встретил вашу маму». Сюжет рассказывает историю Теда Мосби, который в 2030 году рассказывает своим детям историю знакомства с их мамой. На протяжении девяти сезонов зритель наблюдает за историей дружбы Теда, Лили, Маршалла, Робин и Барни, которые впутываются в разные ситуации, влюбляются, находят новые пары и знакомства, каждый вечер собираются в баре «Макларенс».
В том же 2005 на телеканале NBC вышел сериал «Офис», основанный на одноименном английском сериале BBC. Сериал снят в жанре мокьюментари и рассказывает о жизни офисного коллектива компании Dunder Mifflin из города Скрэнтон, штат Пенсильвания. Включен в «100 лучших телевизионных шоу всех времен» журналом «Time».
Также в этом году вышел ситком с самым большим количеством сезонов — «В Филадельфии всегда солнечно». Выход состоялся на телеканале FX. Почти все шутки в этом сериале выходят за грань самых либеральных рамок приличия, но используется это ради сатиры.
В 2007 году на экранах появился новый ситком «Теория большого взрыва». Гении-физики пытаются познакомиться с девушками, найти новый коллекционный предмет или решают проблему как первыми сходить на новую часть «Звездных Войн». Сериал наполнен отсылками к фильмам, сериалам, комиксам и играм. Ситком стал главным популяризатором гик-культуры в начале 10-х. Шоу было номинировано на «Эмми», «Золотой глобус» и «People’s Choice».
«Парки и зоны отдыха» — сериал, вышедший в 2009 году, продолжил традиции «Офиса» и изначально задумывался как его спин-офф, но получил собственную историю.
Также в 2009 году вышло «Сообщество» — история о семерых студентах общественного колледжа, которые записываются на липовый курс испанского и превращаются в лучших друзей. Сериал наполнен множеством отсылок к гик-культуре, ломанием четвертой стены и различными стилями повествования.
Еще одним сериалом, вышедшим в 2009 году была «Американская семейка». История о трех совершенно разных семьях: Клэр — мать-домохозяйка, которая живёт со своим мужем Филом в обычной семье с тремя детьми, её отец Джей женат на женщине почти в два раза моложе его, а брат Митчелл вместе со своим партнером только что удочерили вьетнамского ребёнка.
В это же десятилетие компанией Disney были выпущены сериалы, которые запустили карьеры многих звезд и заложили стандарты подростковых ситкомов XXI века. Этими шоу стали «Лиззи Магуайер», «Всё тип-топ, или Жизнь Зака и Коди», «Ханна Монтана» и «Волшебники из Вэйверли Плэйс».

### 2010-е годы
В 2010 году FX совместно с Луи Си Кейем выпустил сериал «Луи», который рассказывает о его выступлениях на сцене и непубличной жизни. Сериал отличается нестандартным повествованием. Серии представляют собой либо набор небольших историй, либо одну большую историю.
В 2011 году канал CBS выпустил шоу «Две девицы на мели». Сериал о двух девушках из разных миров (бедная и богатая), которые работают в забегаловке и копят деньги на покупку магазина кексов.
Также в 2011 году вышел ситком «Новенькая». Сериал рассказывает о Джесс (Зоуи Дешанель), очаровательной и странной девушке, которая после тяжелого разрыва с молодым человеком, переезжает в квартиру к трём одиноким парням. Сериал и актерская группа номинировались на ряд премий, в том числе — «Золотой глобус», Прайм-тайм премию «Эмми» и «Выбор телевизионных критиков».
В 2013 году вышел ситком «Бруклин 9-9». История о том, что происходит, когда у детектива, не воспринимающего ничего серьезно, появляется новый руководитель, который хочет, чтобы он рос и с уважением относился к своей должности.
Также в 2013 году вышел сериал «Голдберги», который рассказывает о семье Голдбергов в 80-е годы в городке Дженкинтаун. Повседневная семейная и школьная жизнь возвращает назад к истории: видеомагнитофонам, музыке-диско, фильму «Парень-каратист» и другим артефактам эпохи. Дети растут и переживают трудности возраста и первую любовь. Сериал основан на воспоминаниях и видеоархиве самого Адама Ф. Голдберга — создателя сериала, а повествование идет от его имени.
В 2017 году на экраны вышел приквел сериала «Теория Большого взрыва» — «Детство Шелдона», который рассказывает историю взросления Шелдона и членов его семьи. Действие шоу разворачивается в Восточном Техасе, Где Шелдон живет в одном доме с сестрой-близняшкой Мисси, старшим братом Джорджем-младшим, мамой Мэри и отцом Джорджем, а по соседству живет его бабушка Конни.
В 2019 году телеканал TBS представил сериал «Чудотворцы». Это сериал-антология, где в каждом сезоне проиходят разные события с разными персонажами, но главные актеры не меняются — Дэниел Рэдклифф, Джеральдин Висванатан, Каран Сони и Стив Бушеми.

## Канада
Канадские комедии в основном получали отрицательные отзывы от критиков и не имели успеха у зрителей. Известный пример, ситком 1971 года «Проблемы с Трейси», по мнению многих канадцев, одно из худших когда-либо снятых ТВ-шоу. Прочие канадские шоу, такие как «Snow Job», «Check It Out!», «Mosquito Lake» и «Not My Department» также никогда не достигали признания критиков.
В настоящее время канадское телевидение производит один-два ситкома в год.
В 2007 году вышел сериал «Маленькая мечеть в прерии», который рассказывает о прихожанах мечети в маленьком городке посреди Канады. Так как разномастные герои этого ситкома рождены в разных странах и воспитаны в разных мусульманских культурах. Они вечно ссорятся из-за того, каких традиций должна придерживаться их мечеть под предводительством молодого и прогрессивного имама Амаара.
В январе 2015 года канал CBC Television представил сериал «Шиттс Крик». Сериал о том, как богатая семья теряет своё состояние и начинает свою новую жизнь в общине, которую они когда-то купили ради развлечения.

## Европа
Во Франции первый сериал, похожий на ситком (La Famille Bargeot), появился в 1985 году. Известный французский ситком — «Элен и ребята».
Первым успешным ситкомом Дании стало шоу «Far From Las Vegas», выходившее с 2001 по 2003 год.
Популярным немецким ситкомом является «Чистильщик», который вышел в 2011 году и был на экранах 7 сезонов. В центре сюжета простой уборщик или, как он сам себя именует, чистильщик, задача которого убрать место преступления, после того как его покинули криминалисты и детективы.

## Великобритания
Британские ситкомы имеют большое отличие от сериалов данного типа из других стран. Они отличаются специфичным юмором, стилистикой, продолжительностью серии (30 минут) и сезона (6-8 серий).
Родословная каждого современного британского ситкома начинается с комедийного сценария, который попал на стол топ-менеджера BBC Пэта Хилларда в марте 1953 года. Это была получасовая радиопередача для выступавшего в стендап-клубе Тони Хэнкока, написанная его другом Ларри Стивенсом, под названием Vacant Lot.
В 1968 году состоялась премьера шоу «Папашина армия». Сериал рассказывает об Отряде местной обороны или ополчении. Идея ситкома была основана на военном опыте сценариста Джимми Перри во время Второй Мировой. Соавтором и продюсером выступил Дэвид Крофт. Действие разворачивается в вымышленном городке Уолмингтон-он-Си. Местный банкир мистер Маннеринг организовывает добровольный призыв в ополчение, на которое откликаются в основном отставные солдаты. Юмор варьируется от тонкого английского до откровенного фарса. Крылатые фразы — отдельная тема сериала, почти у каждого персонажа есть своя реплика, повторяющаяся на протяжении всего сериала. Например, фраза капрала Джонса «Они не любят этого!», или «Ты глупый мальчишка!» капитана Маннеринга. Сериал регулярно собирал 18 миллионов зрителей по всему миру. В 2016 году вышел одноимённый ремейк, принятый критиками в основном негативно. На сайте Rotten Tomatoes фильм имеет 31 % свежести.
В 1982 году был снят пилотный эпизод сериала «Алло, алло!». Сценарий для него написали Джеремми Ллойд и Дэвид Крофт, и был пародией на популярную в 70-х годах драму «Секретная армия». Действие происходит в оккупированном немцами городе Нувьене во времена Второй Мировой. Главный герой шоу — Рене Артуа, сыгранный Горденом Кеем. Он пытается поддерживать хорошие отношения с двумя противодействующими сторонами — нацистами и сопротивлением. Весь сюжет завязан на картине «Падшей Мадонны» вымышленного художника Ван Кломпа. Сценаристы сделали персонажей максимально стереотипными (французы — помешаны на сексе, немцы — высокомерные, англичане — глупые аристократы). Характерной особенностью также является, что Рене перед началом каждой серии рассказывает о событиях, произошедших в предыдущих эпизодах. Проект был успешным и продлился 9 сезонов до 1992 года. На русский язык был дублирован телеканалом СТС. В 2007 году вышел специальный эпизод под названием Возвращение «Алло, алло!», почти весь актёрский состав вернулся к своим ролям.
В 1985 году вышло шоу «Да, господин министр». Сериал в форме сатиры, рассказывает о работе и личной жизни министра (вымышленного) департамента административных дел Джеймса Хэкера. Сюжет и большинство шуток использует тему манипулирования министром его заместителями, помощниками и собственной женой. Другая тема, проходящая красной нитью через сериал — виртуозная демагогия и очковтирательство вместо реальной работы административного аппарата правительства. В 1986 вышло продолжение под названием «Да, господин Премьер-министр», главный герой дорос до поста Премьер-министра, но с этим пришли и новые проблемы.
В 1990 году вышел ситком с культовым персонажем «Мистер Бин», которого играет Роуэн Аткинсон. Все серии рассказывают про «подвиги» Мистера Бина в различных задачах из повседневной жизни и часто завершаются весьма необычным их решением, иногда приводящим к небольшим разрушениям. Бин редко говорит, в значительной степени юмор серии заключается в его взаимодействии с другими людьми и его необычных решениях проблем.
С 1995 на экраны начал выходить ситком «Отец Тед», повествующий о трех католических священниках, сосланных в приходской дом на острове близ Ирландии за различные прегрешения, они часто попадают в абсурдные ситуации из которых находят неожиданный выход.
С 1999 года на британском телевидении начал выходить сериал «Долбанутые», который снял Эдгар Райт. Основой сериала являются яркие и сюрреалистические происшествия с Тимом и Дэйзи, их жизненные проблемы и планы, романтические отношения, совместное времяпрепровождение с друзьями и поиски новых способов убить время.
В 2000 году на телеканале Channel 4 начал выходить сериал «Книжный магазин Блэка», который рассказывает о жизни владельца книжного магазина Бернарда Блэка (Дилан Моран), его помощнике Мэнни (Билл Бэйли) и их подруге Фрэн (Тэмзин Грейг). «Книжный магазин Блэка» — это маленький книжный магазин, которым владеет ирландец Бернард Блэк, любящий выпить и покурить. К тому же он терпеть не может покупателей, что отражается на внешнем виде магазинчика: книги кучами свалены на полу и столе, а сам товар никак не упорядочен. На двери постоянно висит табличка «Закрыто». Стиль жизни Бернарда является центральной темой сериала.
В 2001 году вышел оригинальный «Офис». В сериале рассказывается о повседневной жизни сотрудников регионального отдела бумажной компании Wernham Hogg в Слау. Сериал снят в жанре мокьюментари и выполнен в виде репортажа из типичного провинциального офиса.
В 2002 году Channel 4 начал снимать обучающий ситком extra (extr@), сценарий которого был написан в стиле «Друзей». Он выпускался с 2002 по 2004 год и в основном предназначался для обучения средних и старших классов языковых школ. В центре сюжета приятели, которые изучают английский язык и знакомятся с культурой Англии.
С 2006 года начал выходить ситком «Компьютерщики». Действие «The IT Crowd» происходит в офисах «Рейнхолм Индастриз» — вымышленной британской корпорации в центре Лондона. Сюжет развивается вокруг проделок команды поддержки информационных технологий, состоящей из трёх человек и работающей в запущенном подвале, сильно контрастирующем с блеском современной архитектуры и видами Лондона, доступными остальным работникам организации.

## Австралия и Океания
Новая Зеландия начала производить телевизионные программы позже, чем многие другие развитые страны. Из-за небольшой численности населения Новой Зеландии два основных телеканала страны редко показывали более одного-двух ситкомов в год.
Самым известным ситкомом Австралии является «Уилфред», который вышел в 2007 году. В нём рассказывается, как главный герой Райан после неудачной попытки самоубийства начинает видеть соседского пса Уилфреда как одетого в дешевый нарочито-собачий костюм австралийского парня. Уилфред сразу же начинает влиять на жизнь Райана, мотивируя его на решительные действия и перемены в себе. Если же Райан отказывается сотрудничать, то Уилфред превращает его жизнь в ад, чтобы в итоге «причинить ему добро». В 2011 году был переснят американским каналом FX, в главной роли снялся Элайджа Вуд.

## Азия
В Индии ситкомы стали очень популярны в середине 1980-х годов. Одним из самых популярных шоу в стране считается «Sarabhai vs Sarabhai» 2005 года.
В Китае ситкомы отличаются большим количеством эпизодов в год. Первым успешным «конвейерным» ситкомом стал «Я люблю свою семью», который насчитывает 120 серий в сезоне. Другой известный китайский ситком «Home with Kids» насчитывает более чем 350 эпизодов.
В Южной Корее существует множество дорам-ситкомов. К ним относятся «Вампир-айдол», «Не теряй рассудок», «Оно того не стоит».

## Россия и СНГ
В СССР и России до середины 1990-х годов ситкомов не было.
Первым российским ситкомом был сериал «Клубничка» (по формату напоминал испанскую «Дежурную аптеку»), который транслировался в 1997 году на канале РТР. В Белоруссии и на Украине ситкомы появились в начале 2000-х годов, затем в Казахстане и Средней Азии.
Первые оригинальные российские ситкомы — «FM и ребята» и «Дружная семейка», появившиеся на РТР в телесезоне 2001/2002 годов.
«Бум» российских ситкомов начался только в середине 2000-х годов. В 2004 году на СТС появился популярный телесериал «Моя прекрасная няня» (адаптация американского ситкома «Няня»). С тех пор ситкомы в России стали выходить в основном на двух телеканалах — СТС и ТНТ. Первоначально снимали преимущественно адаптации иностранных ситкомов.
В 2007 году оригинальный отечественный ситком «Папины дочки» получил высокие рейтинги. После этого продюсеры постепенно начали отказываться от адаптаций. С 2010-х годов большинство российских ситкомов оригинальные.
В начале 2010-х годов стали появляться ситкомы «нового поколения», построенные в большей степени по законам полнометражных фильмов, снимаемые в кинокачестве и отличающиеся отсутствием закадрового смеха («Интерны», «Восьмидесятые», «Кухня», «Физрук» и другие).
Ряд отечественных форматов («Папины дочки», «Кухня», «Ивановы-Ивановы») удалось продать за границу, где были сняты адаптированные версии названных ситкомов.
Самым долгоиграющим российским ситкомом на данный момент является сериал «Универ» и его продолжение «Универ. Новая общага». А ситком «Воронины» стал самым продолжительным адаптированным телесериалом в мировом телевидении.